# Ильвес, Аапо
А́апо И́львес (эст. Aapo Ilves; 20 октября 1970, Ряпина, Эстонская ССР, СССР) — эстонский прозаик, поэт, драматург, эссеист, журналист, актёр, музыкант и художник.

## Творчество
Пишет на эстонском, сету и выруском языках.
В своих произведениях сочетает постмодернизм с народными традициями своей родины — южной части Эстонии.
Его песня «Tii» («Дорога») в исполнении ансамбля «Neiokõsõ» стала полуфиналистом «Евровидения-2004», а песня «Kuula», которую исполнял Отт Лепланд, представляла Эстонию в финале конкурса «Евровидение-2012».
Член Союза писателей Эстонии, ассоциации молодых авторов Тарту. С 1996 по 2009 год был членом литературной группы «Тартуское объединение молодых авторов». (эст. «Tartu Noorte Autorite Koondis»).
Опубликовал 9 своих книг, 2 сольных CD-диска и множество книг и компакт-дисков в соавторстве с друзьями. Автор ряда пьес, в том числе нескольких либретто для Эстонской национальной оперы.
Сотрудничает с газетой «Ума Лехт» («Uma Leht») на выруском языке.
Победитель радиоконкурса Эстонского национального радио «Битва поэзии». Обладатель многих премий.

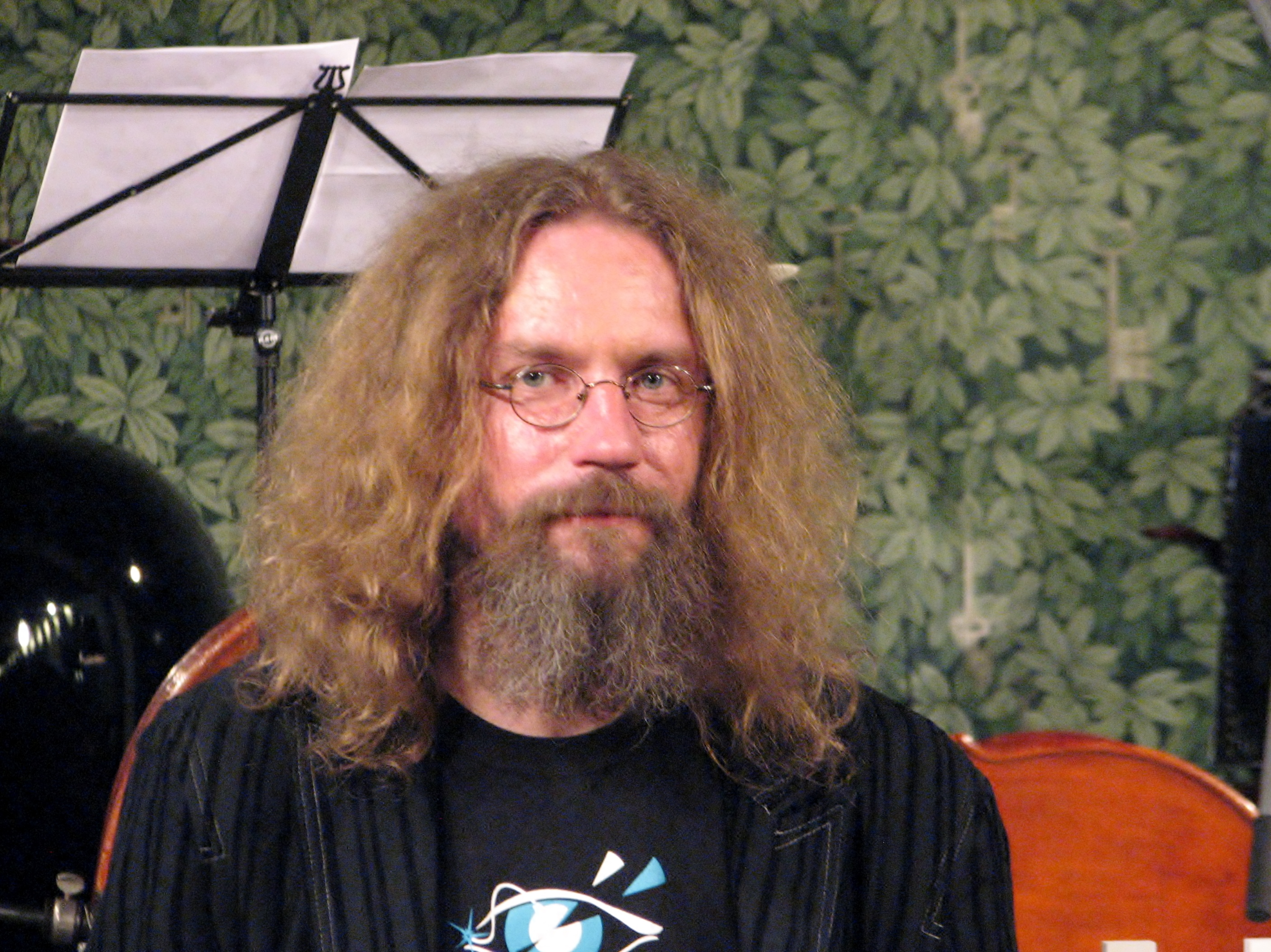
А. Ильвес, 2014 г.

## Избранные произведения
Поэзия
- No Vot! (1996)
- Üks pedajas (1998)
- Tulen öösel sulle koju (2009)

Проза
- Ema on kajaka juures (2001)
- Tapu asemel sõime (2003)

Драматургия
- Ööpik Võhandu kaldalt (Räpina-Trilogie I, 2002)
- Wõõbsu palas! (Räpina-Trilogie II, 2003)
- Sillapää Ossi kronika (Räpina-Trilogie III, 2004)
- Meie elame Võrus! (2004)
- Sanna takah tiigi man (2005)
- Pristan (2008)
- Üheksa nulliga Eesti (2008)